# Twickenham Stadium

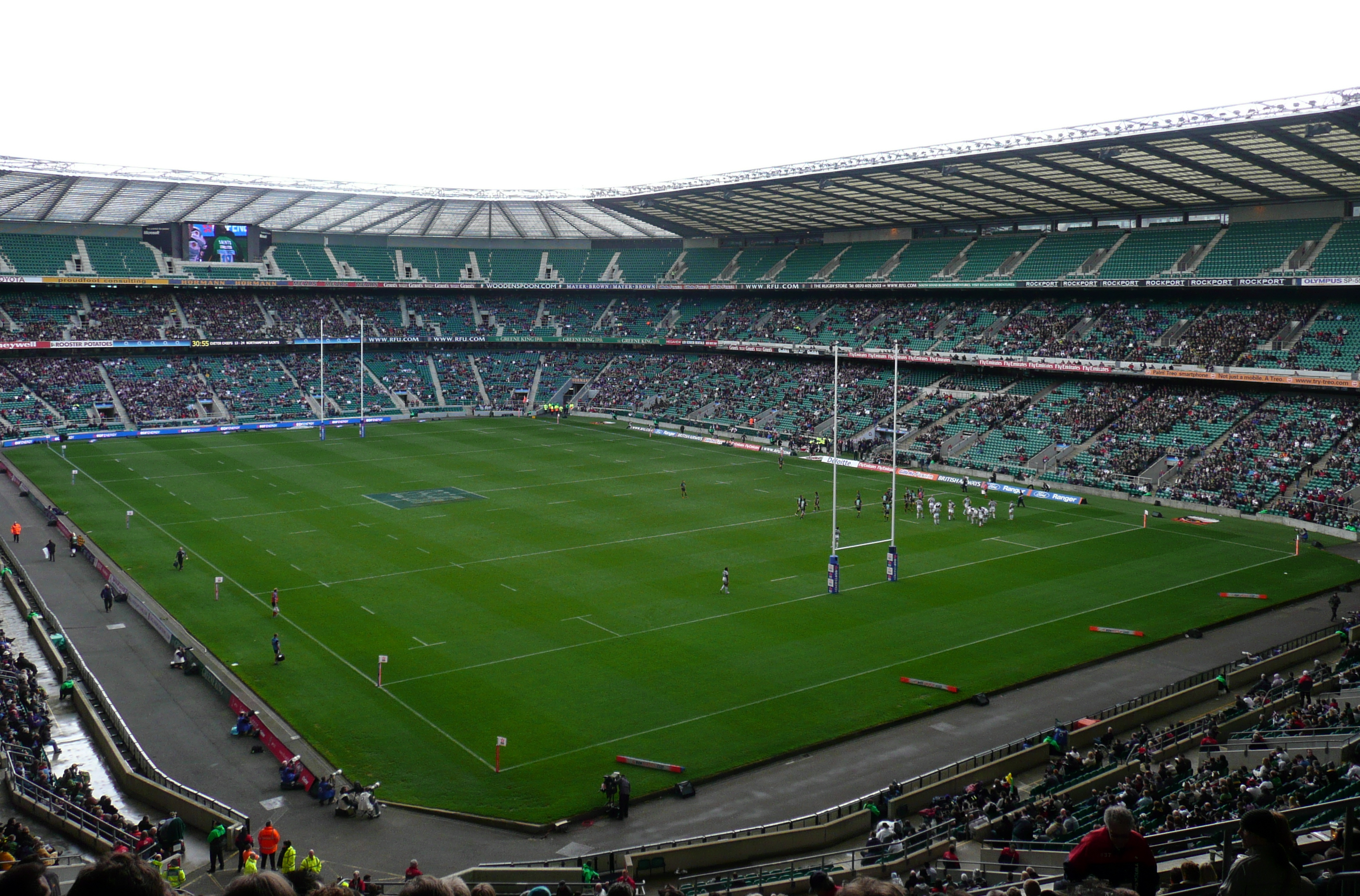
Wnętrze Twickersa

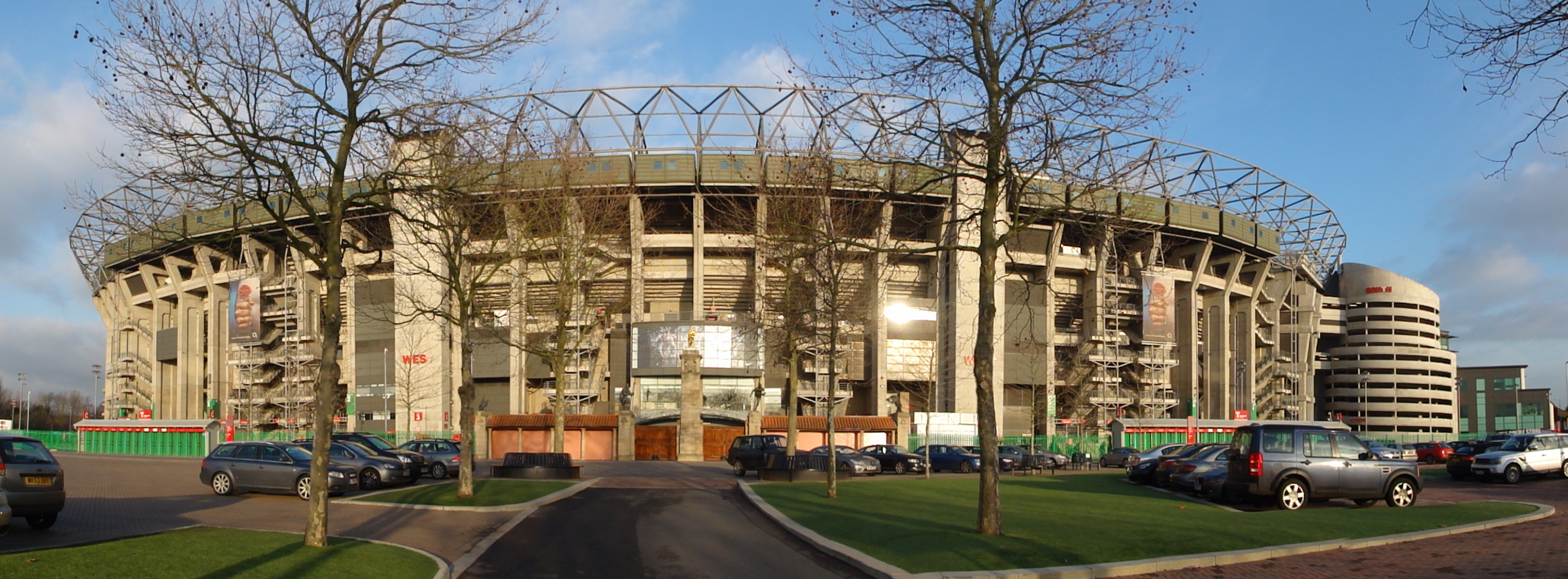
Zachodnia trybuna Twickenham Stadium

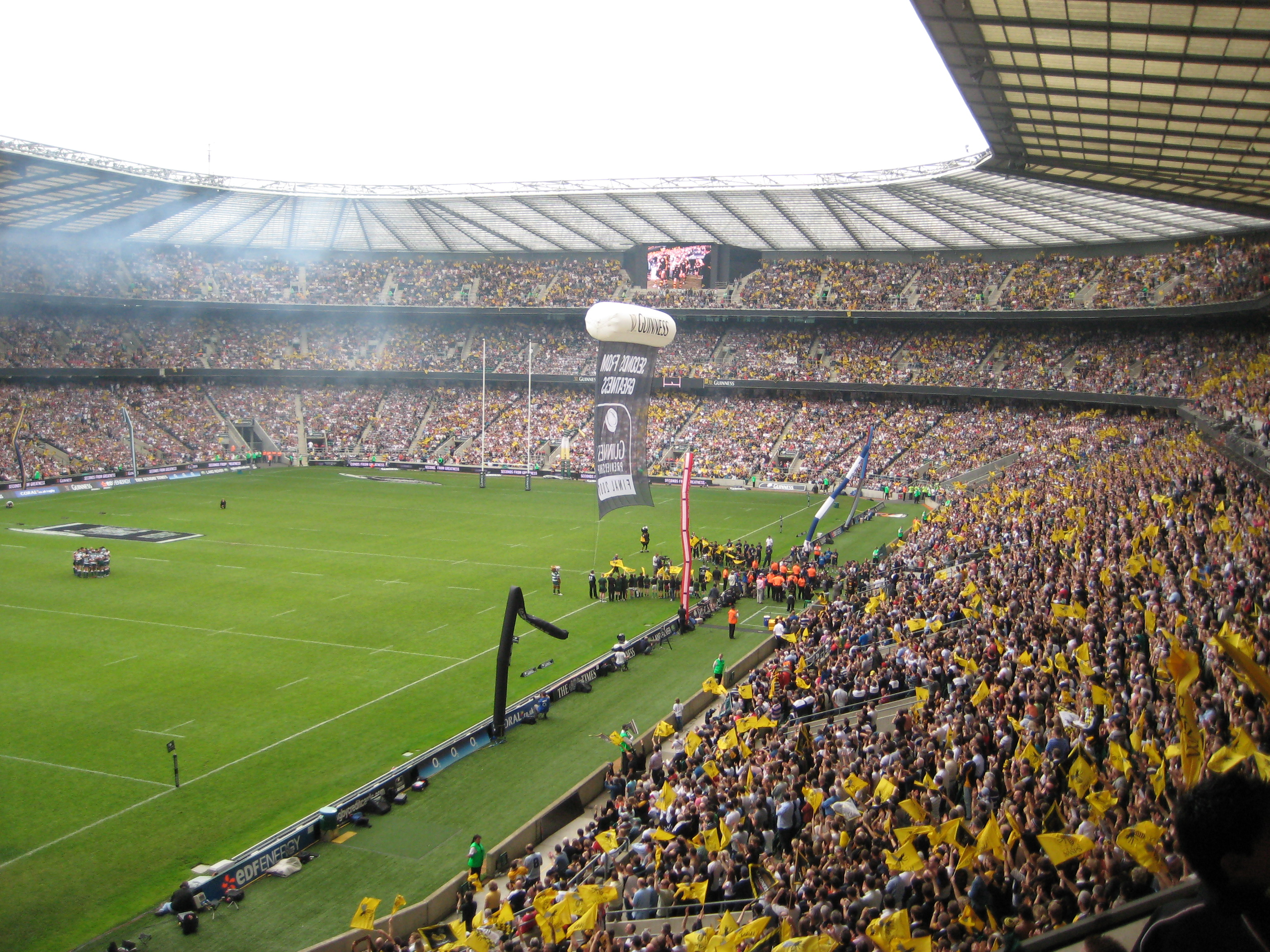
Finał English Premiership w sezonie 2008 (London Wasps – Leicester Tigers)

Twickenham Stadium (wym. [ˈtwɪkənəm]; potocznie Twickenham lub Twickers) – stadion położony w hrabstwie Wielkiego Londynu w gminie Richmond upon Thames w dzielnicy Twickenham. Jest to największy stadion do rugby w Wielkiej Brytanii, a jego pojemność wynosi aktualnie 82 000 miejsc. Pod względem liczby miejsc jest to drugi co do wielkości stadion w Wielkiej Brytanii (po Wembley Stadium) i piąty co do wielkości stadion w Europie. Twickenham Stadium jest siedzibą angielskiej ferderacji rugby (RFU) oraz obiektem, na którym swoje mecze rozgrywa reprezentacja Anglii w rugby. Dodatkowo na stadionie odbywają się spotkania w ramach takich rozgrywek jak Middlesex Sevens, English Premiership, Anglo-Welsh Cup, czy Pucharu Heinekena. Twickers, który w 2009 obchodził swoje setne urodziny, uważany jest za legendę i ikonę angielskiego rugby union. Setną rocznicę pierwszego międzynarodowego spotkania na stadionie zwanym także Kwaterą Główną (Headquaters), które odbyło się w 1910 roku, uczczono specjalnymi pamiątkowymi koszulkami, które reprezentacja Anglii włożyła na mecz z Walią. Mecz ten odbył się 6 lutego 2010 r. Dodatkowo wydano rocznicową książkę zatytułowaną „Twickenham – 100 Years of Rugby’s HQ” (Twickenham – 100 lat Kwatery Głównej Rugby).
Choć obiekt jest zwykle zajmowany przez rozgrywki rugby, to w przeszłości gościł liczne wydarzenia spoza tej dyscypliny sportu, jak choćby koncerty Iron Maiden, Bon Jovi, Genesis, U2, The Rolling Stones, The Police, Eagles, Lady Gaga, czy R.E.M. Na Twickenham odbył się również finał rozgrywek Challenge Cup w rugby league. Od ponad 50 lat stadion jest również używany dla celów corocznego Kongresu Świadków Jehowy.

## Ogólnie
Twickenham określa się często jako siedzibę angielskiego rugby. Stadion jest własnością, a także jest zarządzany przez Rugby Football Union, w związku z czym to na nim angielska reprezentacja rozegrała najwięcej spotkań. Określenie siedziba najlepiej obrazuje statystyka reprezentacji w rugby union, która niemal wszystkie swoje spotkania rozgrywa na Twickenham. Dla porównania należy zauważyć, że inne reprezentacje, choć mają stadiony określane mianem narodowych, to jednak wiele spotkań rozgrywają na innych obiektach. Twickenham jest gospodarzem spotkań Anglików w ramach Pucharu Sześciu Narodów, ale także meczów z drużynami z półkuli południowej, które odbywają się zazwyczaj w listopadzie.
Poza spotkaniami piętnastoosobowej kadry na stadionie odbywają się także inne zawody związane z rugby union. I tak Twickenham gości doroczną londyńską rundę (London Sevens) IRB Sevens World Series, czy mecze Middlesex Sevens w rugby 7. Na Twickersie rozgrywny jest również finał angielskiej Premiership, a w preszłości także finał Pucharu Anglo-Walijskiego. W 2000, 2003 i 2007 roku stadion był gospodarzem spotkania finałowego w ramach Pucharu Heinekena. Na stadionie odbywają się także spotkania takie jak The Varsity Match (zawody pomiędzy uniwersyteckimi drużynami z Cambridge i Oxfordu), Daily Mail Cup (finał zawodów szkolnych), czy Army Navy Match (mecz pomiędzy reprezentacjami brytyjskiej armii i marynarki).

## Historia
Wyprzedanie wszystkich biletów na mecze testowe przeciw Nowej Zelandii i Afryce Południowej, które rozgrywane były na stadionie Crystal Palace, unaoczniło RFU korzyści płynące z posiadania własnego obiektu. Członek komitetu, William Williams doprowadził w 1907 do kupna liczącego 10,25 akra targowiska za kwotę 5 572 funtów, 12 szylingów i 6 pensów. Pierwsze trybuny postawiono w następnym roku. Bezpośrednio przed zakupem działka służyła za poletko kapusty, skąd wziął się jeden z przydomków Twickenham Stadium – „the Cabbage Patch” (ang. kapuścisko). Po dokonaniu kolejnych nakładów finsowych, m.in. na drogi, pierwsze spotkanie na Twickersie rozegrały zespoły Harlequin F.C. i Richmond F.C., które zmierzyły się 2 października 1909 roku. Natomiast pierwszą potyczką międzynarodową był mecz pomiędzy gospodarzami, Anglią, a Walią, który miał miejsce 15 stycznia 1910 roku. W trakcie spotkania Anglia – Walia zanotowano liczbę widzów równą ówczesnej maksymalnej pojemności stadionu, to jest 20 000 fanów. W trakcie I wojny światowej obiekt wykorzystywano jako pastwisko dla bydła, koni i owiec.
W 1926 miały miejsce pierwsze zawody siódemek na stadionie Twickenham. Rok później, w 1927, na obiekcie odbył się pierwszy Varsity Match, czyli pojedynek uniwersytetów z Cambridge i Oxfordu. W 1959 roku, dla uczczenia 50 lat stadionu, mieszana drużyna Anglii i Walii pokonała zespół irlandzko-szkocki, osiągając wynik 26:17.
Przyjeżdżając na ostatni mecz sezonu 1988 przeciwko Irlandii, Anglicy mogli „pochwalić się” dorobkiem 15 porażek w przeciągu 23 poprzednich spotkań w Pucharze Pięciu Narodów. Tłum zebrany na Twickenham zaledwie raz w ciągu okresu dwu i pół roku mógł oglądać Anglików zdobywających przyłożenie. Do przerwy Irlandczycy prowadzili 0:3. Podczas drugiej połowy miała miejsce godna odnotowania przemiana, która zaowocowała grą, której nikt się po Anglikach nie spodziewał. Wynik 0:3 został zamieniony w efektowne zwycięstwo 35:3 z sześcioma przyłożeniami Anglików. Ów dzień wśród kibiców rugby jest pamiętany także z powodu pierwszego wykonania na stadionie pieśni z kręgu Negro spirituals – „Swing Low, Sweet Chariot”, która stała się od tego zwycięstwa nieformalnym hymnem drużyny. Pieśń tę wykonała grupka uczniów z benedyktyńskiej szkoły Douai, a jej adresatem był zdobywca trzech przyłożeń, czarnoskóry skrzydłowy Chris Oti, nazywany przez niektórych najszybszym zawodnikiem świata. Uczniowie zdradzili, że w ich szkole pieśń „Swing Low, Sweet Chariot” śpiewa się po każdym zdobytym przyłożeniu. Po drugim przyłożeniu Otiego widzowie stojący najbliżej grupki uczniów przyłączyli się do nich, a gdy skrzydłowy zdobył hat-tricka, pieśń była już słyszalna na całym stadionie. Od tego czasu utwór „Swing Low, Sweet Chariot” był śpiewany na spotkaniach domowych, tak jak utwór „The Fields of Athenry” śpiewany jest w Dublinie, a „Cwm Rhondda” w Cardiff.
W 1991 roku w Wielkiej Brytanii, Irlandii i Francji odbył się Puchar Świata w rugby. Twickenham gościł rugbystów podczas trzech spotkań Anglików w grupie A, a także finału, w którym gospodarze ulegli Australii 6:12. Taktyka Anglików na ten mecz zakładała grę, w której istotną rolę miało odgrywać bieganie. Gospodarze liczyli, że taka postawa, podobnie jak we wspomnianym meczu z Irlandią z 1988 roku, przyniesie im sukces. Podczas meczu, przy wyniku 3:12 na niekorzyść zawodników spod znaku róży, Australijczyk David Campese sięgnął jedną ręką po piłkę rzuconą przez angielskiego skrzydłowego, Rory’ego Underwooda. Gracz Wallabies upuścił ją, a ta następnie odtoczyła się w przód, czego efektem był rzut karny dający Anglii ostatnie trzy punkty w meczu. Niektórzy twierdzili, że zagranie Campese należało zinterpretować jako celowe przekroczenie przepisów (a takim jest umyślne zbicie piłki), które powinno skutkować ukaraniem Australijczyka żółtą kartką i usunięciem go z boiska na 10 minut. Jednakowoż na tym samym obiekcie w listopadzie 1988 roku Campese w podobny sposób przejął podanie i przebiegłszy całą długość boiska zdobył przyłożenie dla swojej drużyny.
W 1999 roku na Twickenham odbyło się kilka spotkań Pucharu Świata, który oficjalnie gościł w Walii. Wśród tychże znalazły się trzy mecze Anglików z grupy B, zakończony wynikiem 45:24 pojedynek w ramach drugiej rundy pomiędzy Anglią i Fidżi, a także oba spotkania półfinałowe. W żadnym z nich udziału nie brali gospodarze Twickenham, którzy odpadli w ćwierćfinale z Południową Afryką. Gdy reprezentację Anglii prowadził Clive Woodward, stadion był znany jako Forteca Twickenham, gdyż gospodarze pozostawali niepokonani przez 19 kolejnych potyczek. Serię rozpoczętą w 1999 roku zakończyła dopiero porażka z Irlandią w 2004 roku.
5 marca 2005 na Twickenham rozegrano tzw. IRB Rugby Aid Match, czyli mecz charytatywny pod auspicjami IRB. Środki zebrane w ten sposób zostały przekazane Światowemu Programowi Żywnościowemu ONZ na pomoc ofiarom tsunami na Ocanie Indyjskim z 2004 roku. We wspomnianym meczu zmierzyły się drużyny północnej i południowej półkuli. Zwyciężyli zawodnicy z Południa, którzy pokonali Północ 54:19.